# ساختمان اصلی دانشگاه دولتی مسکو
ساختمان اصلی دانشگاه دولتی مسکو (روسی: главное здание МГУ، ت. «glavnoje zdanije MGU») یک آسمان‌خراش ۳۶ طبقه (بخش مرکزی) به ارتفاع ۲۳۹-متر (۷۸۴-فوت) واقع در مسکو، روسیه است. این آسمان‌خراش را لف رودنف به عنوان دفتر مرکزی دانشگاه ایالتی مسکو طراحی کرده است،
و بلندترین آسمان‌خراش در میان «هفت خواهران» است که بین سال‌های ۱۹۴۷ تا ۱۹۵۳ به سبک معماری استالینیستی در مسکو ساخته شده‌اند.
این ساختمان به مدت ۳۷ سال، از سال ۱۹۵۳ تا ۱۹۹۰، بلندترین ساختمان اروپا بود، تا اینکه بنای ماستروم در آلمان از آن پیشی گرفت. تا تاریخ ۲۰۲۴، این ساختمان همچنان بلندترین ساختمان آموزشی جهان است.

## ویژگی‌ها

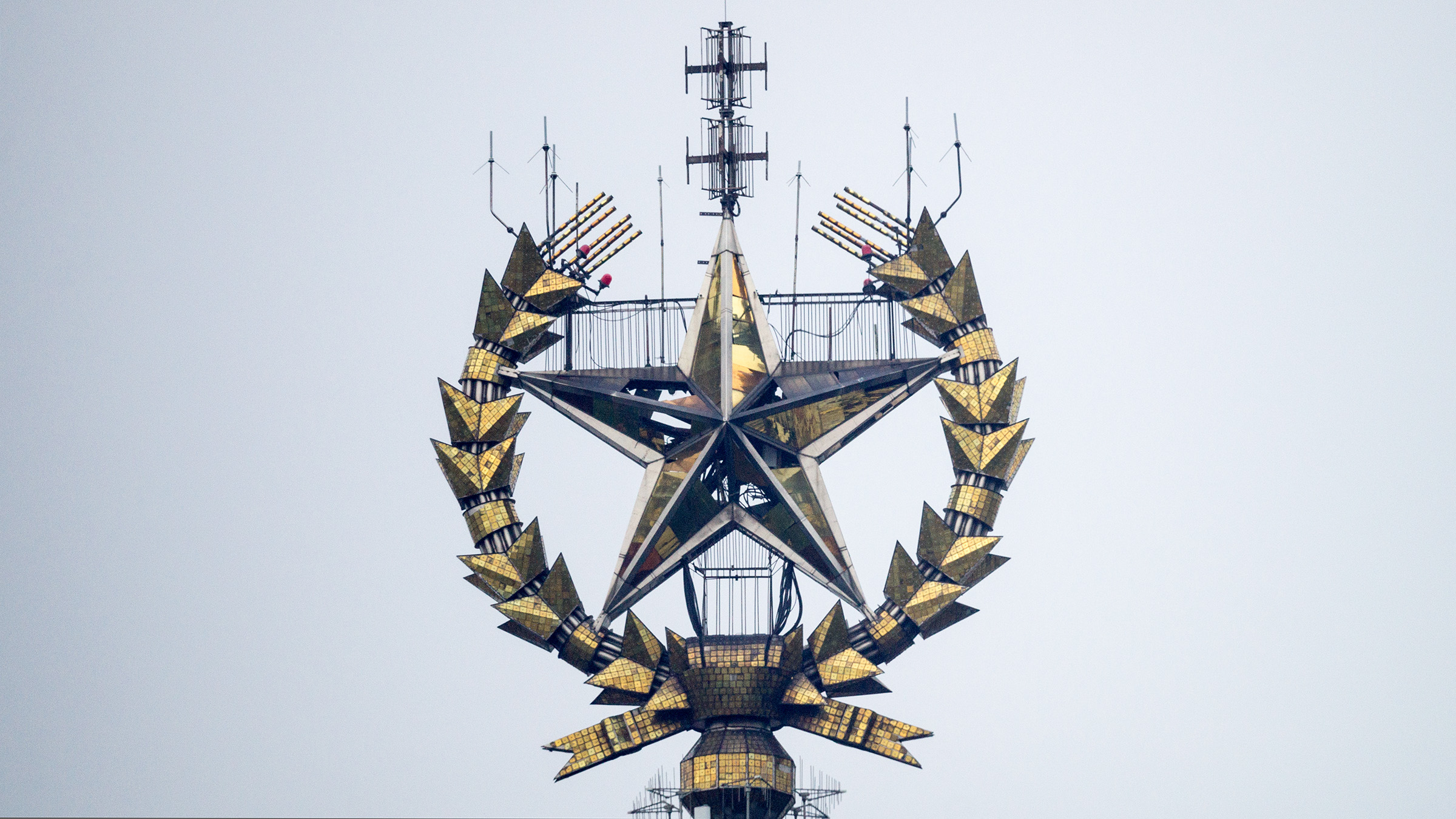
ستاره بالای ساختمان

این آسمان‌خراش در بخش مرکزی خود ۳۶ طبقه دارد و ۲۳۹ متر (۷۸۴ فوت) ارتفاع دارد. ارتفاع سقف آن (۱۸۲ متر (۵۹۷ فوت) بالای آن یک مناره ۵۸ متری قرار دارد که به یک ستاره پنج پر ۱۲ تنی ختم می‌شود. برج‌های جانبی از برج مرکزی کوتاه‌تر هستند؛ دو بال خوابگاهی ۱۸ و ۹ طبقه، به همراه بدنه مرکزی مجموعه، یک حیاط مجلل را تعریف می‌کنند.
در میان مجسمه‌هایی که ساختمان را تزئین کرده‌اند، مجسمه‌ای از ورا موشینا به نمایندگی از چند دانشجو و مجسمه‌ای از میخائیل لومونسف (۱۷۱۱–۱۷۶۵)، بنیانگذار دانشگاه مسکو، اثر ن. تومسکی، وجود دارد. محوطه دانشگاه حدود ۱٫۶ کیلومتر مربع را پوشش می‌دهد. این مجموعه در سال ۲۰۰۰ تا حدی بازسازی شد.
ساختمان اصلی دانشگاه ایالتی مسکو برای عموم مردم باز نیست. بازدیدکنندگان خارج از دانشگاه باید از قبل توسط میزبان خود در دانشگاه تأیید شوند و برای ورود باید گذرنامه داخلی (روسی) یا گذرنامه بین‌المللی خود را ارائه دهند.

## تاریخچه

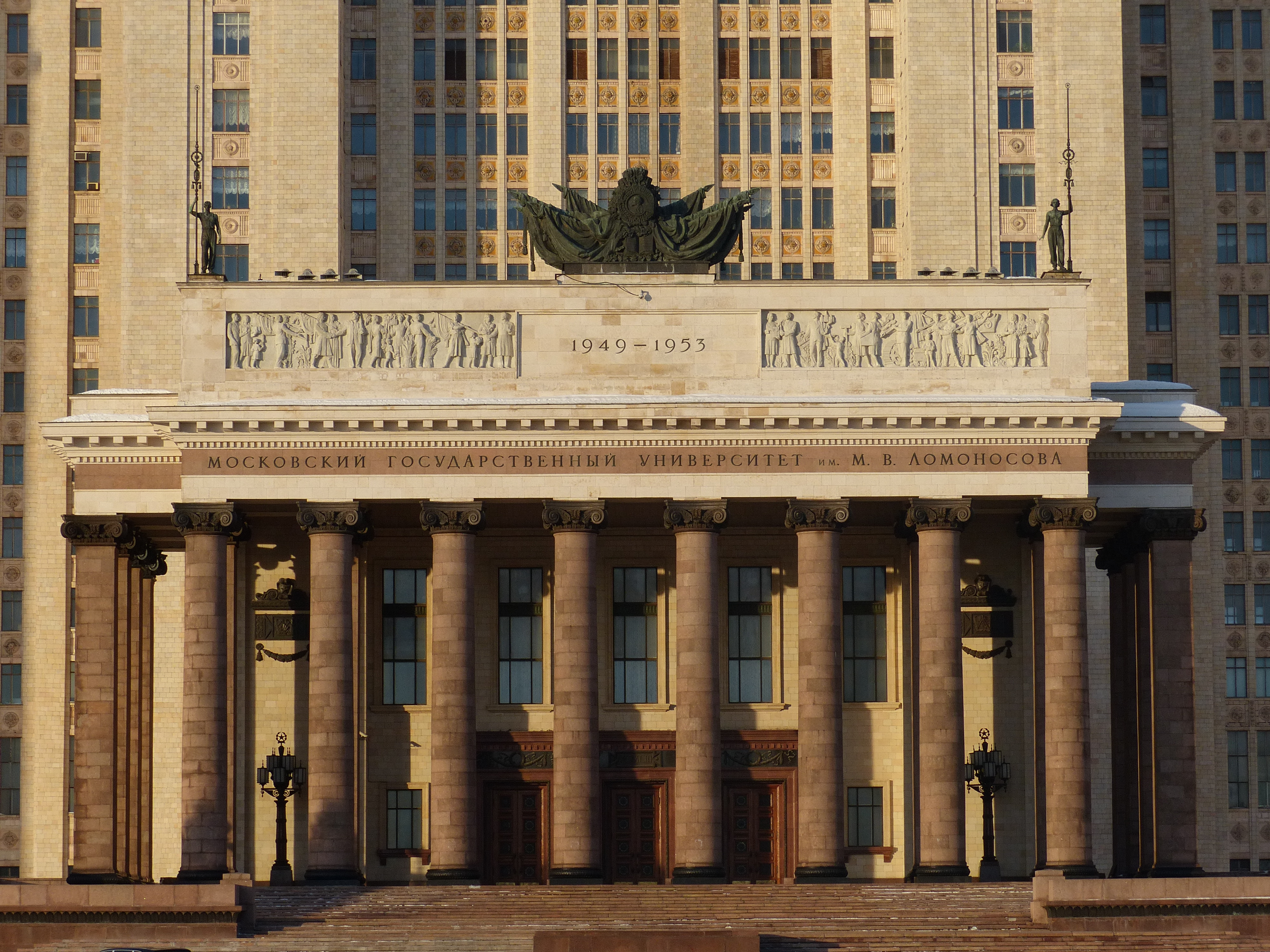
ورودی اصلی

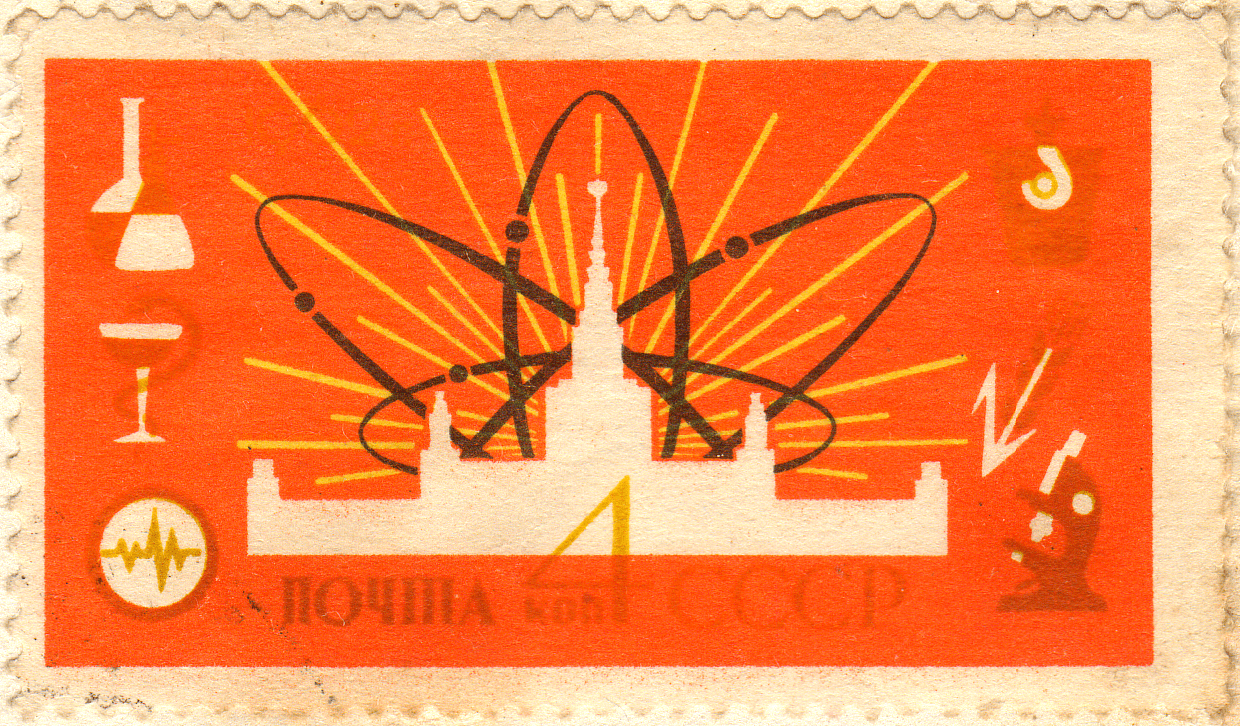
تمبری از شوروی مربوط به سال ۱۹۶۰ که ساختمان اصلی دانشگاه ایالتی مسکو را نشان می‌دهد.

معمار برجسته بوریس ایوفان در سال ۱۹۴۷ برای پروژه آسمان‌خراش پیشنهاد داد، اما این کار به لِو رودنف واگذار شد، زیرا ایوفان در قرار دادن طرح اولیه آسمان‌خراش خود درست در لبه تپه‌های گنجشک، مکانی که در معرض خطر رانش زمین قرار داشت، اشتباه کرد. رودنف پیش از این بناهای مهمی مانند آکادمی نظامی ام‌وی فرونزه (۱۹۳۲–۱۹۳۷) و آپارتمان‌های مارشال (سادوویا-کودرینسکایا، ۲۸، ۱۹۴۷) را ساخته بود و احترام حزب کمونیست را به دست آورده بود. او ساختمان را ۸۰۰ متر دورتر از صخره قرار داد. رئیس تیم مهندسان، وسولود نیکولاویچ ناسونوف بود.
برج اصلی که بیش از ۴۰٬۰۰ تن فولاد برای اسکلت خود و ۱۳۰٬۰۰۰ متر مکعب بتن مصرف کرده است، در ۱ سپتامبر ۱۹۵۳ افتتاح شد. با ارتفاع ۲۴۰ متر، این بنا در زمان احداث هفتمین ساختمان بلند جهان و همچنین بلندترین ساختمان اروپا بود. رکورد ارتفاع آن در اروپا تا سال ۱۹۹۰ پابرجا بود تا اینکه برج ماسترورم در فرانکفورت آلمان از آن پیشی گرفت. این بنا همچنین بلندترین ساختمان آموزشی جهان بود و هنوز هم هست.
دانشگاه مسکو احتمالاً شناخته‌شده‌ترین ساختمان رودنف است که به خاطر آن در سال ۱۹۴۹ جایزه استالین را دریافت کرد. خط افق دانشگاه الهام‌بخش ساختمان‌های مختلفی در کشورهای سوسیالیستی، مانند کاخ فرهنگ و علوم در ورشو، و همچنین لوگوی بازی‌های المپیک ۱۹۸۰ مسکو بوده است.

## جستارهای وابسته

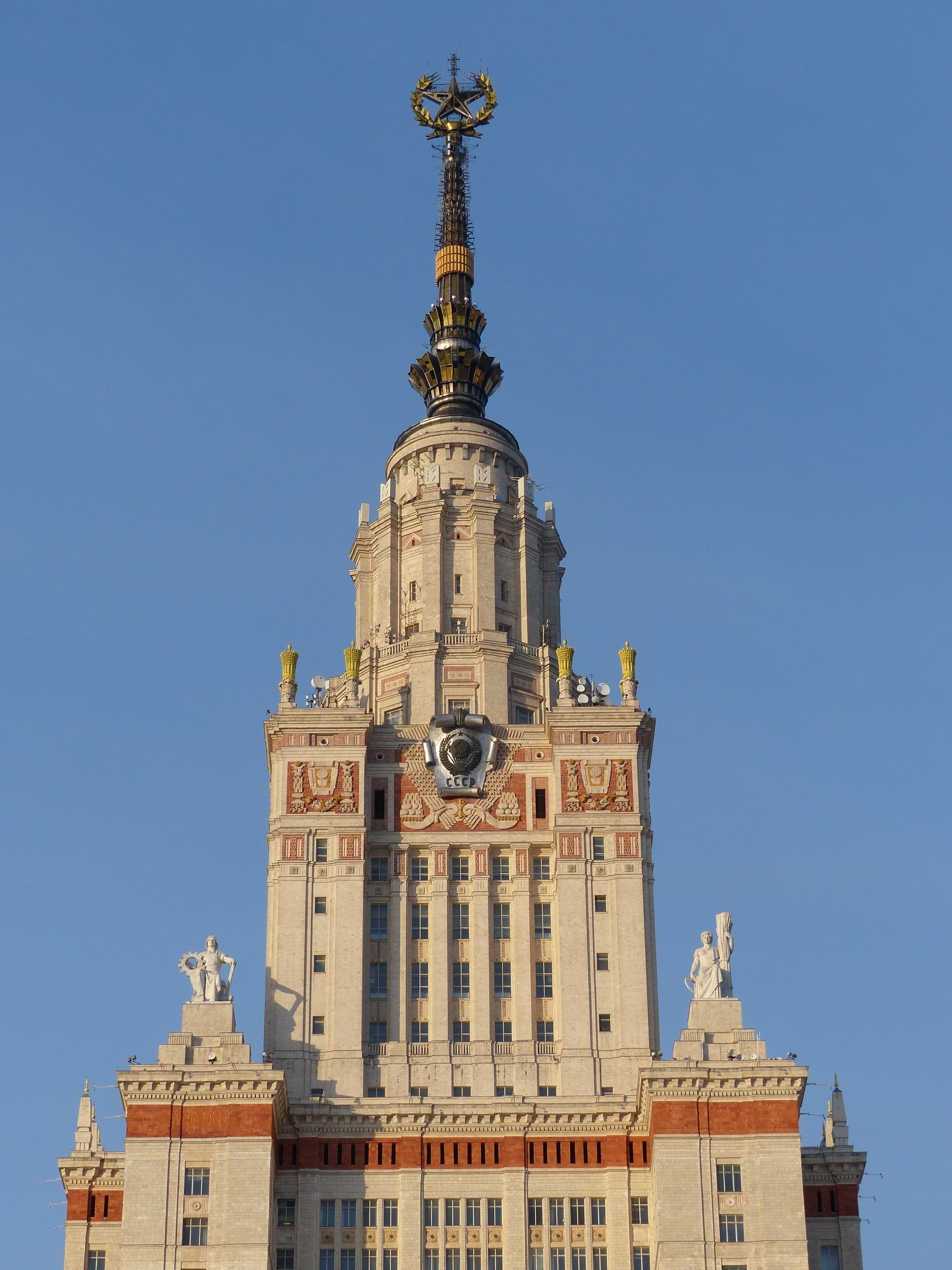
طبقات فوقانی و مناره